# Winterborne Zelston
Winterborne Zelston est une paroisse civile et un village du Dorset, en Angleterre.